# Chamopsis
Chamopsis is een geslacht van wantsen uit de familie van de Miridae (Blindwantsen). Het geslacht werd voor het eerst wetenschappelijk beschreven door Reuter & Poppius in 1911.

## Soorten
Het genus bevat de volgende soorten:

- Chamopsis conradti Reuter & Poppius, 1911
- Chamopsis tuberculatus (Distant, 1918)